# Триголов
Триголов — поселок в Новозыбковском городском округе Брянской области.

## География
Находится в западной части Брянской области на расстоянии приблизительно 24 км на северо-запад по прямой от районного центра города Новозыбков.

## История
На карте 1941 года еще не был отмечен, но на карте 1985 года отмечен как поселение с населением приблизительно 50 человек. До 2019 года входил в Верещакское сельское поселение Новозыбковского района до их упразднения. По состоянию на 2020 год опустел.

## Население
Численность населения: 4 человека в 2002 году (русские 92 %), 79 в 2010.